# Nean

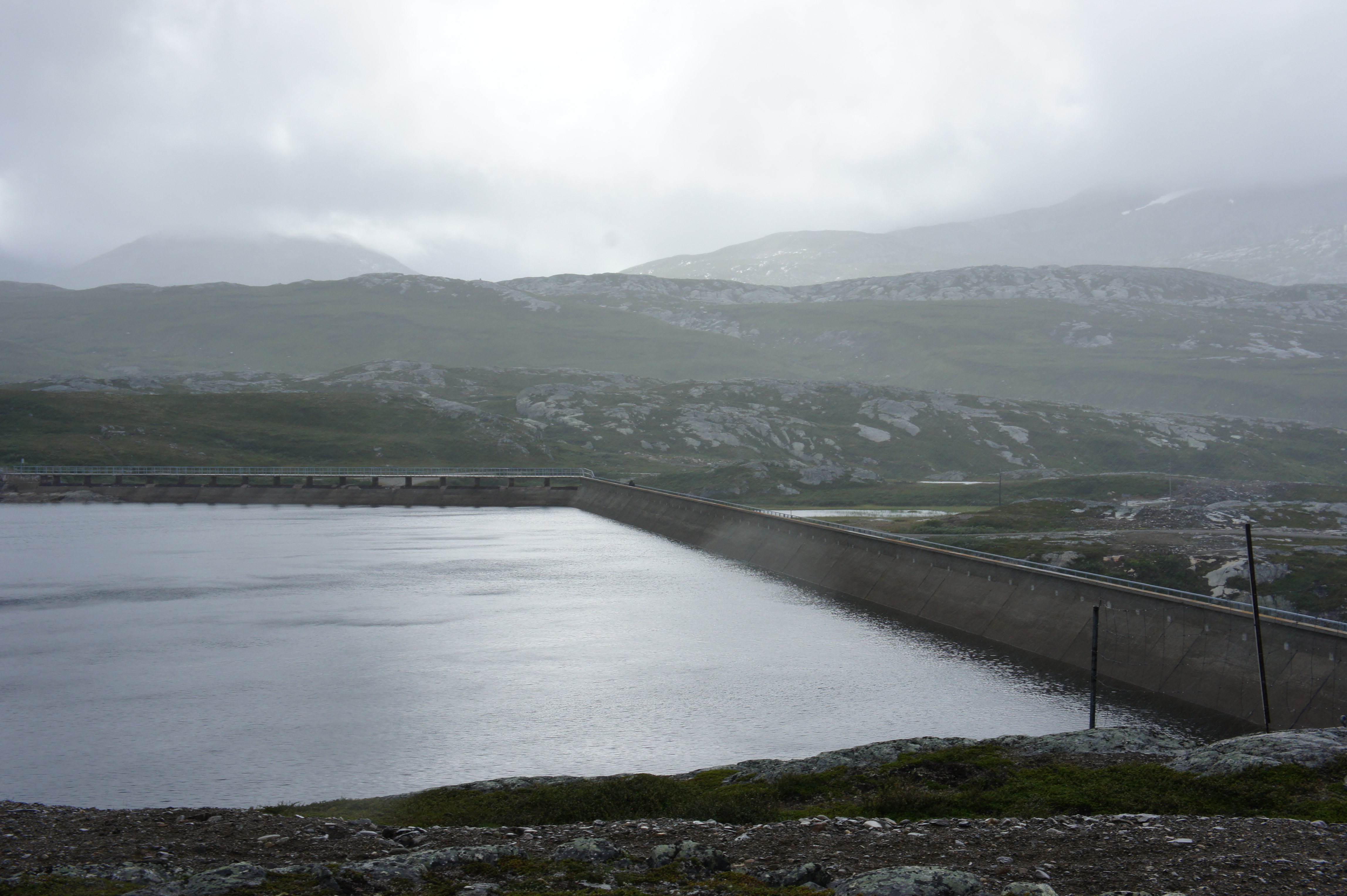
Sylsjödammen som dämmer upp Nean på den svenska sidan gränsen.

Nean (norska: Nea) är källflöde till Nidälven eller ett mer egentligt namn på Nidälven uppströms Selbusjøen. Längden är cirka 130 km. 
Nea rinner upp i Nesjön på östsidan av Nesjöstolarna i svenska Härjedalen, cirka 15 km från norska gränsen. Efter cirka en halvmils färd rakt norrut, sedan den så kallade Sakristian passerats, bildas Sylsjön, en fördämning som Norge fick tillstånd att bygga på den svenska sidan om gränsen och som idag fyller upp en stor del av dalgången. Till Sylsjön ansluter sig Västra Helagsån från öster och Biskopsån från sydväst. Den väldiga fallhöjden nedanför Sylsjödammstugan ned mot Essandsjøen och Vessingsjøen (ej att förväxla med Vessingesjön i Sverige) kommer numera mest vattenkraftverksturbinerna tillgodo. Efter ytterligare cirka fem mil mynnar Nea(n) i Selbusjøen och är därefter, de sista tre milen mot havet, känd som Nidelva.